# Alfred Machin
Pour les articles homonymes, voir Machin.
Alfred Machin, né le 20 avril 1877 à Blendecques (Pas-de-Calais) et mort le 16 juin 1929 à Nice, est un acteur et réalisateur français.
Il est l'un des rares cinéastes français dont les films manifestent des tendances progressistes avant la Première Guerre mondiale, entre autres le court-métrage Au ravissement des dames et le mélodrame Maudite soit la guerre. Il a également tourné de nombreux films de chasse en Afrique. Après 1920, Alfred Machin se consacre notamment aux comédies animalières.

## Biographie
Reporter-photographe de presse, Alfred Machin travaille un temps au journal L'Illustration. Il est ensuite recruté par la puissante firme Pathé, qui l'envoie en Afrique à partir de 1907. Il en rapporte des scènes filmées de chasse, des courts-métrages d'aventures et animaliers. Les scènes qu'il tourne de la vie des grands fauves font sensation. Au péril de sa vie, il n'hésite pas à recourir à des plans rapprochés. Il figure aussi parmi les pionniers de l'image aérienne. La performance est saluée par la presse française et étrangère. En décembre 1907, Machin, accompagné du chasseur bâlois Adam David, quitte la France pour filmer dans la région du Soudan. Les deux aventuriers remontent le Nil Blanc jusqu'en amont de Fachoda puis ils suivent le Dinder, un affluent du Nil Bleu, qui descend de l'Abyssinie. Là, ils trouvent une riche faune et des sites pittoresques, dignes d'être cinématographiés. Cependant, une bonne partie de ces images ne seront pas exploitables. Alfred Machin réussit tout de même à finaliser deux films : Chasse à l'hippopotame sur le Nil Bleu (1908)  et Chasse à la panthère (1909). Il rentre en France en septembre 1908 et entreprend, quelques mois plus tard, toujours pour Pathé Frères, un deuxième voyage à travers l'Afrique, accompagné cette fois de Julien Doux, un jeune cinéaste français de 19 ans. Via Alexandrie, Le Caire et Khartoum, ils remontent le Nil sur deux grandes felouques et, en mai 1909, l'expédition atteint le « cœur de l'Afrique ». Ils rentrent en France le 13 août 1909 et présentent un premier montage d'images prises le long du Nil : En Afrique Centrale, Fachoda. Cette deuxième expédition a produit environ une vingtaine de films, répartis en 3 séries : Voyage en Afrique (8 films), Les Grandes Chasses en Afrique (6 films) et Voyage en Égypte (4 films). Certaines images de l'expédition servent également à composer une anthologie des documentaires, diffusée en 1910 et 1911, et un long métrage : Voyages et grandes chasses en Afrique .
Alfred Machin s'emploie un temps à la direction de la photographie pour deux succursales spécialisées de Pathé : la « Comica » et la « Nizza », établies à Nice. La Comica est consacrée à la farce, la Nizza au cinéma animalier. Pathé charge le réalisateur de développer une industrie cinématographique aux Pays-Bas puis l'envoie en Belgique en 1912 comme directeur artistique de l’une des filiales de Pathé, la Belge Cinéma Film. Charles Pathé confie à Alfred Machin la mission d'exploiter le premier studio de cinéma en Belgique. Le fonctionnement de la Belge Cinéma Film a constitué un laboratoire incontestable de la stratégie internationale de cette entreprise cinématographique.
C'est d'ailleurs en 1912, à la chaussée de Gand (Molenbeek-Saint-Jean), que prend naissance le cinéma belge. Plusieurs films de qualité, dont La Fille de Delft mais aussi le pacifiste et prémonitoire Maudite soit la guerre (en couleurs peintes au pochoir), sont tournés par Alfred Machin dans l'environnement des studios du château du Karreveld. Le cinéaste commande l'exécution dans ce lieu d'un studio vitré, des ateliers, une infrastructure pour les artistes ainsi qu'un mini-jardin zoologique qui accueille des animaux exotiques tels que des ours, des chameaux et des panthères. Il utilise également Mimir la panthère comme personnage dans plusieurs de ses films.
Mobilisé pendant la Première Guerre mondiale, il est l'un des quatre opérateurs, fondateur du Service cinématographique des Armées, et est reporter photographe pour la maison Pathé, sous-traitant au service cinématographique de l'Armée française. On lui doit notamment les images de la bataille de Verdun. Il tourne également les images des tranchées françaises pour Cœurs du monde de D. W. Griffith.
Peu après la Première Guerre mondiale, Alfred Machin ouvre Les Studios Machin dans l'ancien studio Pathé-Nice, à quelques kilomètres de Nice, qui deviendront une grande entreprise familiale. Sa femme, Germaine Lecuyer interprète plusieurs rôles. Tout comme Claude Machin ou Cloclo (1921-1978), l'un de ses trois fils, qui joue ainsi quelques rôles d'enfants dans les films de son père. Tout est réalisé par l'entreprise sauf la pellicule ; le studio est notamment équipé de sa propre centrale électrique qui fournit quelque 8 000 ampères et d'un laboratoire. Il y a également une ménagerie et une très spacieuse volière. Machin a même négocié avec la compagnie locale un arrêt de tramway à sa porte.
Dresseur d'animaux passionné, Alfred Machin adopte un chimpanzé du nom d'Auguste. Il admire son intelligence et lui apprend de multiples tours pour les besoins de films documentaires ou de comédies animalières. Le singe tourne dans Cœur des gueux avec l'interprète Maurice Féraudy. La production nécessite plusieurs mois de préparation et la construction d'une dizaine de grands décors. Le film suivant est une fiction entièrement jouée par des animaux : Bête comme les hommes (1924). Insolite, celui-ci ne suscite pas l'enthousiasme du public français mais obtient un certain succès en Amérique du Nord. Alfred Machin est un cinéaste très prolifique. Il signe plus de cent films. Pour l'essayiste Francis Lacassin, il a permis, grâce à ses expérimentations et à ses innovations, une importante évolution du cinéma.
Une de ses panthères le blesse grièvement à la poitrine lors d'un tournage. À la suite de cet accident, la santé du cinéaste décline. Il meurt en 1929 d'une embolie à Nice, après avoir achevé Robinson Junior.

## Filmographie
- 1908 : Chasse à l'hippopotame sur le Nil bleu
- 1909 : Une journée à l'Île de Marken
- 1909 : En Hollande, le port de Volendam
- 1909 : Enfants de Hollande
- 1909 : Coiffures et types de Hollande
- 1909 : Chasse à la panthère
- 1909 : Le Moulin maudit (court-métrage expressionniste)
- 1910 : Mœurs et coutumes des Chillouks
- 1910 : En Égypte, élevage d'autruches - Épisode 1
- 1910 : En Égypte, élevage d'autruches - Épisode 2
- 1910 : En Afrique centrale, Fachoda
- 1910 : Cérémonie à Madagascar[10]
- 1910 : Les Chillouks, tribu de l'Afrique centrale
- 1910 : La Chasse à la girafe (ou La Chasse à la girafe en Ouganda)
- 1910 : La Catastrophe ferroviaire de Saujon
- 1911 : Soyez donc charitables
- 1911 : Parfum troublant
- 1911 : Les Oiseaux d'Afrique et leurs ennemis
- 1911 : Little Moritz, soldat d'Afrique
- 1911 : Le Dévouement d'un gosse
- 1911 : Comment une lettre nous parvient des grands lacs de l'Afrique Centrale
- 1911 : Le Cinéma en Afrique
- 1911 : La Cherté des vivres
- 1911 : Chasse aux éléphants sur les bords du Nyanza
- 1911 : La Chasse au marabout en Abyssinie
- 1911 : Chasse à l'aigrette en Afrique
- 1911 : Babylas vient d'hériter d'une panthère
- 1911 : Babylas habite une maison bien tranquille
- 1911 : L'Effroyable châtiment de Yann le troubadour
- 1911 : Madame Babylas aime les animaux[11]
- 1911 : L'Aéroplane de Fouinard
- 1911 : Fouinard est joyeux
- 1912 : La Peinture et les Cochons
- 1912 : Molens die juichen en weenen, De
- 1912 : Little Moritz chasse les grands fauves avec Maurice Schwartz
- 1912 : Little Moritz soldat d'Afrique
- 1912 : L'Histoire d'un petit gars
- 1912 : L'Histoire de Minna Claessens (film perdu)
- 1912 : La Dramatique passion d'Algabert et d'Élisabeth de Rodembourg
- 1912 : Les Chasseurs d'ivoire
- 1912 : Le Caire et ses environs
- 1912 : La Fleur sanglante
- 1912 : L'Or qui brûle
- 1912 : Le Calvaire du mousse
- 1912 : L'Âme des moulins
- 1912 : La Grotte des supplices
- 1912 : Babylas va se marier
- 1912 : Obsèques solennelles de la comtesse des Flandres, mère du roi Albert Ier (Begrafenisplechtigheid van de gravin van Vlaanderen, moeder van Koning Albert I)
- 1912 : Joachim Goëthal et le secret de l'acier (ou Le Secret de l'acier)
- 1913 : Les Vieilles rues arabes du Caire
- 1913 : La Vie cosmopolite au Caire
- 1913 : La Vengeance du pêcheur Willing
- 1913 : Une briqueterie sakalave à Akavandra, Afrique Orientale Française
- 1913 : Les Sabots de Madame Favart
- 1913 : La Ronde infernale
- 1913 : Medeminaars, De
- 1913 : L'Hallali
- 1913 : Grote maneuvers van het Belgisch leger
- 1913 : La Goutte de sang
- 1913 : Les frères ennemis
- 1913 : Le Diamant noir (également intitulé La Pie noire)
- 1913 : Le Cow-boy John cherche un engagement au music-hall
- 1913 : Les Bords de la Semois (Ardennes belges)
- 1913 : Le Blanc-seing
- 1913 : Le Baiser de l'empereur
- 1913 : Au ravissement des dames[12]
- 1913 : L'Agent Rigolo et son chien policier
- 1913 : Rastus a perdu son éléphant
- 1913 : Jack le petit dompteur
- 1913 : Un épisode de Waterloo[13]
- 1913 : Saïda a enlevé Manneken-Pis
- 1913 : La Chasse aux singes
- 1913 : Voyage et grandes chasses en Afrique
- 1913 : Monsieur Beulemeester, garde civique avec Fernand Gravey, Nicolas d'Ambreville
- 1914 : Je vais me faire raser[14] avec Darman
- 1914 : Napoléon : du sacre à Sainte-Hélène
- 1914 : La Traction canine dans l'armée belge (De Hondentrekkracht in het Belgisch leger)
- 1914 : La Fille de Delft  (également intitulé La Tulipe d'or)
- 1914 : Maudite soit la guerre
- 1915 : Zouaves d'Afrique dans les Flandres belges
- 1915 : Notre cavalerie d'Afrique au front
- 1915 : Goumiers algériens en Belgique[15]
- 1915 : Le Drapeau des chasseurs en Artois
- 1915 : Comment on nourrit nos troupes au front
- 1915 : Avec nos soldats dans les forêts d'Argonne
- 1915 : L'Armée française après neuf mois de guerre
- 1915 : Après la retraite des barbares
- 1915 : L'Œuvre de la kultur
- 1915 : Après 305 jours de guerre, le moral du soldat
- 1915 : Nos soldats à l'embouchure de l'Yser
- 1915 : Les Grenadiers
- 1915 : L'Artillerie française sur le front
- 1915 : Autos-canons sur le front de bataille
- 1915 : Nos poilus dans les tranchées de Notre-Dame de Lorette et de Souchez
- 1915 : Les Éclaireurs de l'air
- 1915 : Le Président de la république à l'armée d'Alsace
- 1915 : Son altesse royale le prince de Connaught décore sur le front d'Alsace quelques-uns de nos héros
- 1916 : L'Obusier français de 370
- 1916 : Après la dernière attaque française de l'Hartmannswiller
- 1916 : Les Monuments historiques d'Arras victimes de la barbarie allemande
- 1916 : Le Service de santé aux armées
- 1916 : Dressage de chiens sentinelles
- 1916 : Sur les sommets du Lingekopf et du Vieil-Armand
- 1917 : Cœurs du monde (Hearts of World) de D. W. Griffith (opérateur des scènes de front français)
- 1917 : Film spécial pour Monsieur Griffith
  - 1919 : Suprême Sacrifice achevé par Armand Du Plessy (film perdu)
- 1920 : Une nuit agitée
- 1920 : Le Cabinet de l'homme noir
- 1920 : On attend Polochon
- 1921 : Pervenche
- 1922 : Le Couronnement du Prince Louis II de Monaco
- 1922 : Serpentin fait de la peinture coscénarisé et joué par Marcel Lévesque
- 1922 : Bêtes... comme les hommes
- 1923 : Moi aussi, j'accuse
- 1924 : L'Énigme du Mont Agel
- 1924 : Les Héritiers de l'oncle James (également intitulé Les Millions de l'oncle James) coréalisé avec Henry Wulschleger, avec Claude Machin
- 1925 :  Le Cœur des gueux (également intitulé Humanité) coréalisé par Henry Wulschleger, avec Claude Machin[16]
- 1927 : Fakirs, fumistes et compagnie
- 1927 : Le Manoir de la peur
- 1928 : L'Exposition philatélique internationale
- 1928 : De la jungle à l'écran
- 1928 : Le Carnaval de Nice
- 1929 : Robinson Junior  (également intitulé Black and White) avec Claude Machin

#### Ouvrages
- Guido Convents, À la recherche des images oubliées. Préhistoire du cinéma en Afrique 1897-1918, Bruxelles, OCIC, 1986, 235 p[Note 1].
- Eric de Kuyper, Marianne Thys (introduction), Sabine Lenk (filmographie), Alfred Machin: cinéaste/film-maker, Bruxelles, Cinémathèque royale de Belgique, 1995, 272 p[Note 2].
- Francis Lacassin, Alfred Machin : de la jungle à l'écran, Paris, Dreamland, 2001, 223 p.  (ISBN 2-910027-71-6)[Note 3]
- Maryline Desbiolles, Machin, Flammarion, 2019.

#### Presse
- Jacques Polet, Alfred Machin, pionnier du cinéma en Belgique, entre tradition et modernité, Revue belge de cinéma, nos 38-39, p. 55 à 72), 1995.
- Émile Breton, Pionniers en Belgique (Gros plan), L'Humanité, 19 mars 1997 humanite.presse.fr.